# Sous-continent indien

Pays du sous-continent indien.

Dérive de la plaque indienne depuis 71 Ma.

Le sous-continent indien est une zone géographique de l'Asie du Sud d'environ 4,5 millions de kilomètres carrés, appelée autrefois [Quand ?] Inde cisgangétique, où se trouvent l'Inde, le Pakistan, le Bangladesh, le Népal, le Bhoutan, le Sri Lanka et les Maldives, ainsi que des parties de leur territoire de même que certains territoires contestés et actuellement sous contrôle de la Chine.
Une partie du territoire de la Birmanie se situant sur la plaque lithosphérique indienne, le pays est parfois incluse dans le sous-continent bien qu'il soit rattachée culturellement et historiquement plutôt à l'Asie du Sud-Est. Pour des raisons historiques et culturelles, l'Afghanistan est parfois inclus dans le sous-continent.

## Origine du concept
L'Hindoustan, une zone aux limites floues, désignait soit seulement la plaine indo-gangétique, soit toute l'Inde du Nord, depuis l’Assam jusqu'au Pendjab (soit la zone où l’hindi est majoritaire) ou bien le sous-continent indien en totalité, ou encore seulement l'actuelle république de l’Inde .
L'emploi de l'expression sous-continent s'explique par le fait que cette région repose sur une plaque tectonique propre, séparée du reste de l'Asie, mais aussi pour des raisons ethnoculturelles qui font que les pays de cette région du monde présentent certains traits culturels et ethniques communs. La partie sud de cette région forme une énorme péninsule, et la partie nord est séparée de l'Asie centrale par la chaîne himalayenne, qui représente une barrière culturelle et géographique avec le reste de l'Asie.
Le géographe François Durand-Dastès, spécialiste du monde indien, préfère parler de « quasi-continent indien », jugeant l'expression « sous-continent » trop péjorative.

## Culture
Culturellement, les pays de cette région ont un certain nombre de traits communs :
- une longue tradition agricole, remontant à plusieurs millénaires, autour de l'Indus et du Gange ;
- une large diffusion de langues indo-européennes (hindi, ourdou etc.), qui constituent le rameau le plus oriental de cet ensemble. Ces langues cohabitent parfois avec des langues d'autres groupes, comme les langues dravidiennes dans l'Inde du Sud et au Sri Lanka, ou les langues tibéto-birmanes sur les contreforts de l'Himalaya ;
- les religions nées en Inde (hindouisme, bouddhisme etc.) ont marqué de leur empreinte toute cette partie de l'Asie même si l'islam est devenu la religion majoritaire au Pakistan  en Afghanistan, aux Maldives, au Bangladesh et qu'il est pratiqué par une importante minorité en Inde (200 millions) ;
- les États actuels sont le plus souvent de création récente sous leur forme actuelle et ont donc une histoire relativement brève, qui remonte à la deuxième moitié du XXe siècle.
- cette région concentre la plus grande population musulmane au monde environ 600 millions.

Excepté la Birmanie, tous ces pays sont membres de l'Association sud-asiatique pour la coopération régionale.

## Démographie

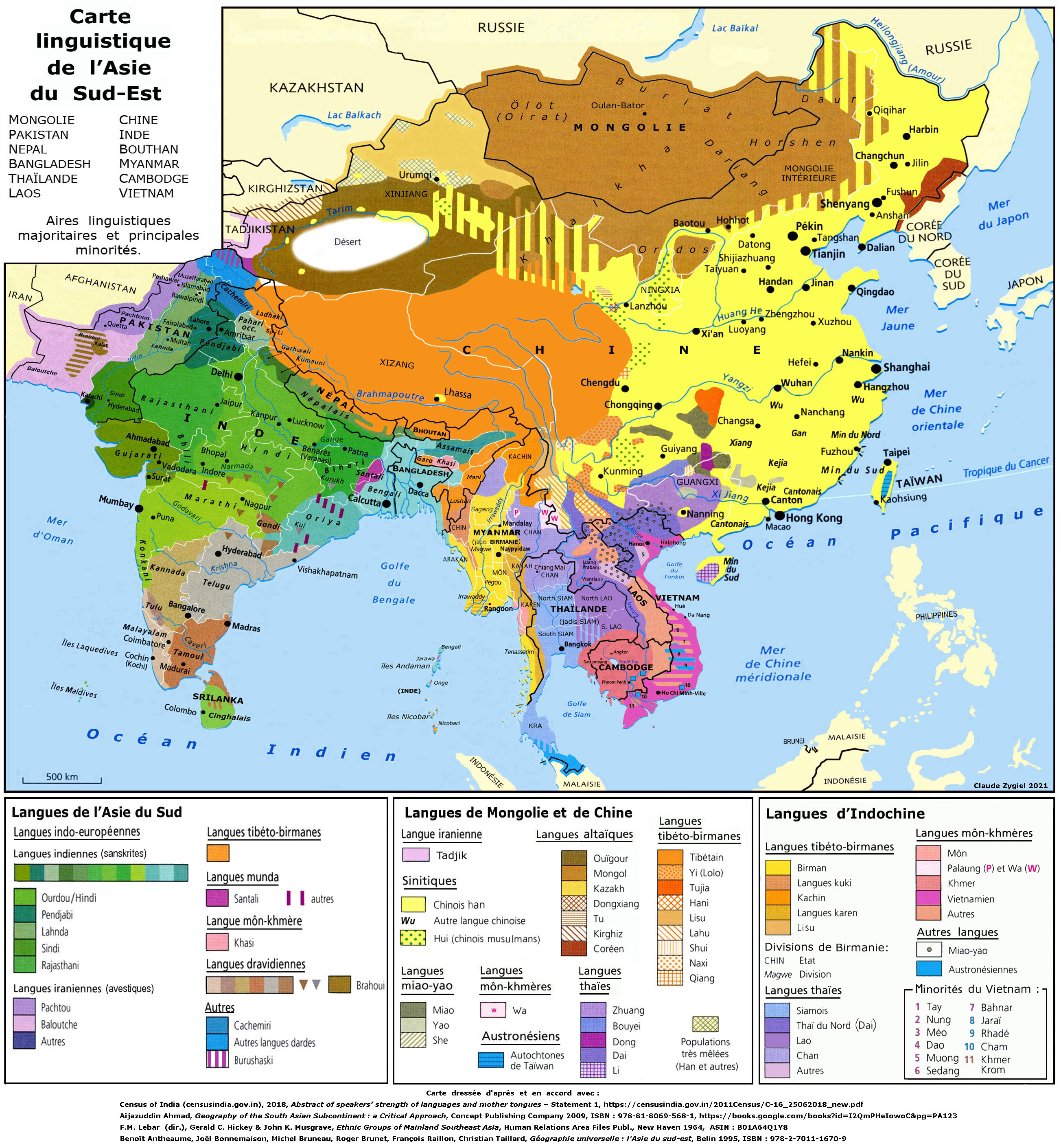
Carte linguistique du sous-continent indien et des régions voisines.

Avec environ 1,8 milliard d'habitants dont 1,4 milliard en Inde, le sous-continent indien est la région la plus peuplée du monde, soit environ un quart de la population mondiale. Les trois pays les plus peuplés (Inde, Pakistan, Bangladesh) incluent ensemble 95 % de la population de l'Asie du Sud. La densité utile par kilomètre carré cultivable est élevée. L'espérance de vie à la naissance est proche de 70 ans en 2019.
L'indice synthétique de fécondité (ISF) correspondant au nombre d'enfants par femme (NEF) étant de 2,2 en 2019, la transition démographique est quasiment achevée, sauf au Pakistan, qui est marqué davantage par le traditionalisme religieux et une volonté de revanche vis-à-vis de l'Inde, et en Afghanistan, qui est en proie à la guerre depuis 40 ans.

## Environnement
Le sous-continent indien est la région du monde la plus fortement affectée par la pollution de l'air. Le directeur exécutif de Greenpeace pour l’Asie du Sud-Est, Yeb Sano, explique que « en mettant de côté les pertes humaines, le coût global estimé s’élève à 225 milliards de dollars en coût du travail et à des trillions en matière de coûts médicaux ».